# 野口謙蔵

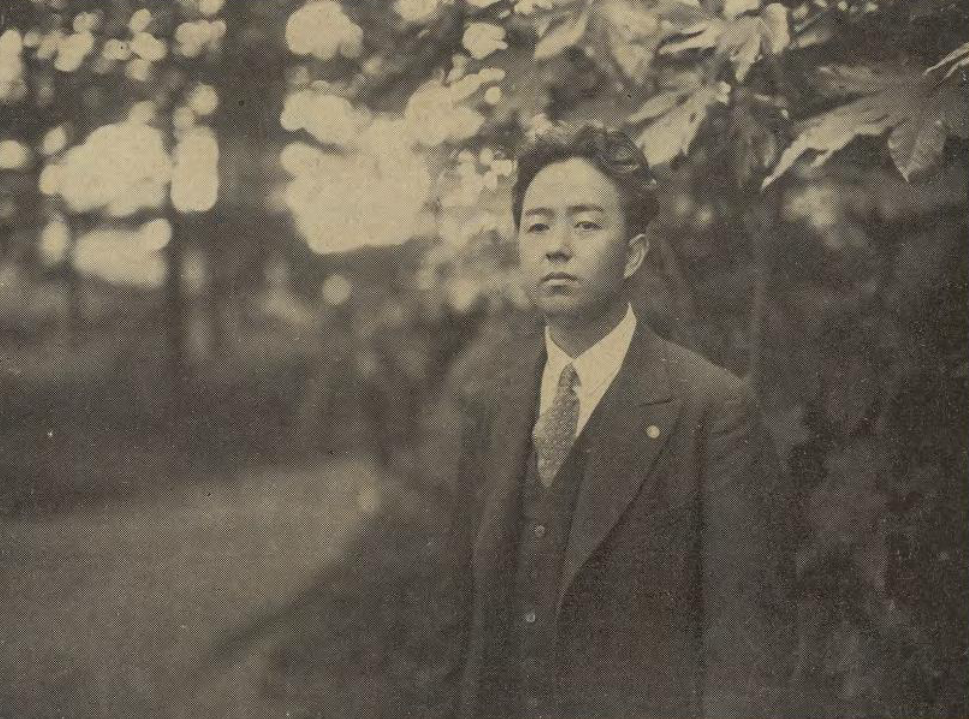
野口謙蔵

野口 謙蔵（のぐち けんぞう、1901年（明治34年）6月17日 - 1944年（昭和19年）7月5日）は、日本の洋画家。滋賀県出身。

## 生い立ち
略歴
1901年（明治34年）6月17日、野口謙蔵は滋賀県蒲生郡桜川村綺田（現東近江市綺田町）で造酒業を営む裕福な家の次男として生まれた。父は桜川村初代村長を勤めた野口正寛、母は近在の素封家岡崎銀兵衛の娘で屋恵と言った。祖父野口正忠は美術愛好家で漢詩家、柿村と号し滋賀・京都の多くの文人と親交厚く、富岡鉄斎は正忠との交遊から長く野口家に居候をしていた。伯父（野口正忠の長男）野口正章の妻野口小蘋は明治時代の人気女流画家であり、謙蔵は一流の画家・美術品に囲まれて育ち、幼い頃から絵を描くことが好きだった。
桜川尋常小学校に入学した謙蔵は色白で病弱から学校を欠席することもあったが、成績は優等で、特に読み方とつづり方が優れていたと伝えられている。1914年（大正3年）滋賀県立彦根中学校に入学し親元を離れ下宿生活を行い、社交的でありながら成績は常に十番以内であった。1917年（大正6年）陸軍大演習が滋賀県で行われた際には、彦根中学が明治天皇行幸の大本営となり、謙蔵が描いた水彩画「彦根城山大手橋」が天皇のお持ち帰りとなった。なお彦根中学では前田夕暮の門人米田雄郎（蒲生郡桜川村石塔の極楽寺の住職）に出会い、自然を愛する米田の影響を受け謙蔵は絵画研鑽を決意した。1919年（大正8年）東京美術学校西洋画科に入学し、従姉に当たる野口小蕙（野口正章・小蘋の娘）宅から通った。美術学校では黒田清輝、後に和田英作に師事し、和田からは終生指導を受けた。1924年（大正13年）東京美術学校を卒業し、故郷の風物が自身の画風確立に適していると信じる謙蔵は迷うことなく故郷蒲生に帰郷した。
美術学校卒業後、謙蔵は毎年帝展（帝国美術院展覧会（現日本美術展覧会））を目指し大作を作成したが自身の洋画に違和感を持つに至り、平福百穂の門に入り日本画の勉強を始め、一時期は洋画を一切省みることもなかった。その様な中で自分なりの洋画へのヒントを得たのか、1928年（昭和3年）第9回帝展で「庭」が初入選を果たし、以降第10回「梅干」・第11回「蓮」が連続入選し、1931年（昭和6年）第12回帝展で「獲物」・1933年（昭和8年）第14回帝展で「閑庭」・1934年（昭和9年）第15回帝展で「霜の朝」（現在謙蔵の代表作として東京国立近代美術館に収蔵）が連続して特選を受賞した。帝展が新文展（文部省美術展覧会）に名称変更した後も出品を続けた。なお、その間東光会展・槐樹社展にも出展、1933年（昭和8年）に開催された第1回東光会展には「けし」を出品、以降東光会展・槐樹社展にも出品を続けた。なお、新文展では審査委員として運営にも係わった。
1944年（昭和19年）43歳で死去する。

## 作風
東御市梅野記念絵画館・ふれあい館　館長梅野隆　
野口謙蔵の全ての作品は、身辺に題材を求めたものであり、特に近江の田園風景の四季と、農村風俗に対する深い愛情に溢れている。生涯、一度も洋行することなく、日本的土着のフォーヴィズムというべき色彩と筆触で高く評価されている。
絵の良し悪しは一瞥にして決まる。ということを私は頑なに信じているものであるが、この一瞥の勝負に、野口謙蔵の絵は、長谷川利行、谷中安規の絵とともに絶対といってよいほど強いのである。それは、彼の絵にこもる思いの高さの故であると思う。野口の世界は、美しさのためにのみ描かれた世界ではないような気がしてくる。技術で達し得る美しさではないような気がする。精神より湧き出た魂の声であり、魂より光り出た世界のようにも思えるのだ。数多くの画家の中で、野口のこのような境地に到達できた人はほとんどいないのではないかとさえ思える。この世界に入るために全ての画家達は、精神を使い果たし、累々たる屍をさらしているのである。
彼は日記の一節に、「簡素、浄明、気魄と指もて大空に描きにけり。手をさしあげて大空に気魄とかきたり、吾が心よ高くゆけ。」と云っているが、まさに彼の目指す芸術は、この一節に凝視されているとさえ思われる。
その思い入れの深さが、他の画家と全く次元を異にしたものであって、その描きたいものは、すでに若い頃より心の驚きであり、驚きの表現が絵であったのである。技術的表現など変わるはずがなく、彼は周囲の自然風物に托して、自己の心の歌を、みずみずしい感動で歌い続けたのである。私が野口の絵を愛するのは以上の理由による。
署名
野口謙蔵は署名するとき「近江 野謙」と書いた。謙蔵は故郷近江に腰を据えて絵を描いたことから「風土派」とも呼ばれる。謙蔵は詩においても「雪の野道の小鳥の足あと、美しいから踏まずに歩こう」と言葉で自然を描き、自身を取り巻く自然への愛おしさで溢れた作品を残している。

## 著書
- 「滋賀県歌人歌集 御大礼記念 野口謙藏P85 」（米田雄郎・森三樹雄選 佐後淳一郎編 御大礼記念歌集刊行会 1928年）
- 「凍雪 遺歌集」（野口謙蔵著 白日社関西支部 1948年）

## 係累
祖父 野口正忠（忠蔵・柿村）：蒲生の酒造業、山梨県甲州街道柳町宿に同郷者11人と共に酒造屋「十一屋」を出す。漢詩家、富岡鉄斎・依田学海・杉聴雨・江馬天江・谷口藹山・瀧和亭・田能村直入・川村雨谷・村田香谷と交流。
父 野口正寛
母 野口屋恵
伯父 野口正章（1849-1922年）1876年（明治7年）日本最古のビールの一つ「野口の三ッ鱗ビール」を販売する。
伯母 野口小蘋（1847-1917年）南画家・日本画家、医師松邨春岱の長女として大坂に生まれる。
従姉 野口小蕙（1879-1945年）南画家・日本画家、小室翠雲に嫁ぐが離別。
従弟 辻亮一（1914-2013年）芥川賞作家

## 野口謙蔵の関連図書
- 「馬酔木31(8) 1952年8月 野口謙蔵氏の想ひ出 梅原黄鶴子」（馬酔木発行所）
- 「芸術新潮17(12) 1966年11月 忘れられた鬼才 野口謙蔵 小糸 源太郎」（新潮社）
- 「野口謙蔵作品集」（野口謙蔵画 上田晃編 彩壷堂 1967年）
- 「帝塚山短期大学紀要 人文・社会科学編19 1982年1月 忘られた一地方画家の考察 野口謙蔵の人と芸術 亀田正雄」（帝塚山大学）
- 「野口謙蔵 茜さす蒲生野の詩情 特別展」（滋賀県立近代美術館・毎日新聞社編 滋賀県立近代美術館 1986年）
- 「野口謙蔵回顧展目録」（蒲生町教育委員会編集 蒲生町教育委員会 1996年）
- 「日経アート109 1997年11月 失われた風景-4-野口謙蔵「虹の風景」 星野桂三」（日経BP社）
- 「鈴鹿工業高等専門学校紀要33 2000年1月31日 前田夕暮と野口謙蔵 近代短歌と絵画の交響 久留原昌宏著」（鈴鹿工業高等専門学校）
- 「大前栄次郎遺作展・野口謙蔵生誕100年記念事業　第27回企画展」（能登川町立博物館編集 能登川町立博物館 2001年）
- 「米田登評論集」（米田登著 米田京子編 短歌新聞社 2005年）